# 川東村 (徳島県)
川東村（かわひがしそん）は、徳島県海部郡にあった村。現在の海陽町の中部、海部川の河口左岸にあたる。

## 地理
- 河川 ： 海部川

## 歴史
- 1889年（明治22年）10月1日 - 町村制の施行により、大里村・四方原村・多良村・吉野村・熟田村の区域をもって発足。
- 1955年（昭和30年）3月31日 - 浅川村・川上村と合併して海南町が発足。同日川東村廃止。

## 交通

### 鉄道路線
現在は旧村域に牟岐線の阿波海南駅が所在するが、当時は未開業。

### 道路
- 国道194号（現・国道55号）